# Amsterdam (California)
Amsterdam es un área no incorporada ubicada en el condado de Merced en el estado estadounidense de California.

## Geografía
Amsterdam se encuentra ubicada en las coordenadas 37°25′49″N 120°32′32″O / 37.43028, -120.54222.